# Цеп

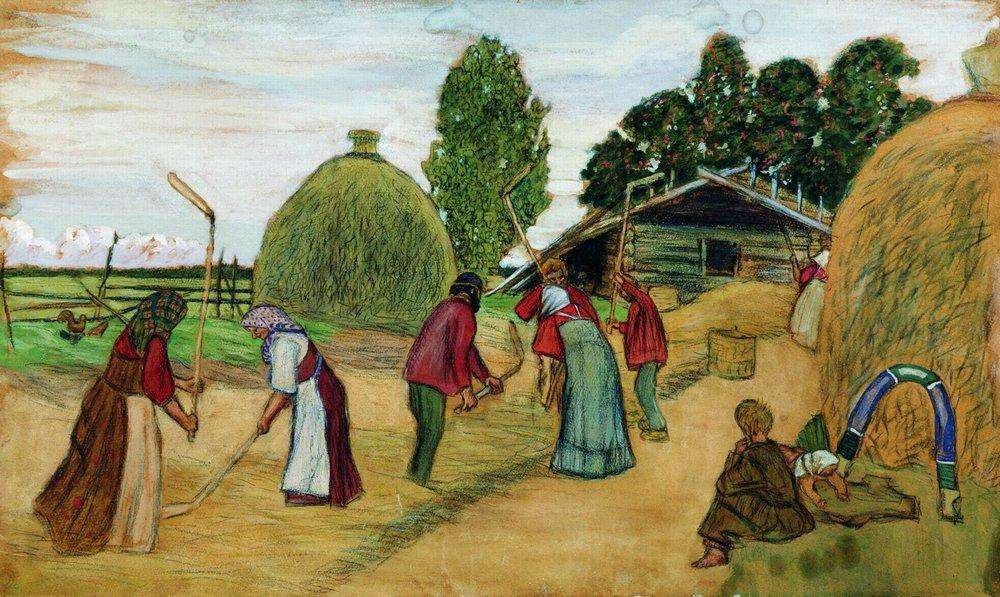
Б. М. Кустодиев. Молотьба. 1908 год.

Цеп (чеп, молотило, цап) — ручное сельскохозяйственное орудие для обмолота (отделения зерна от колосьев). 
Обычно состоит из двух (реже — нескольких) подвижно связанных концами палок: более длинная (до 2 м) рукоятка и более короткая (до 0,8 м) рабочая часть, ударяющая по злакам.
Рукоятка называлась держалом, держалкою, кадцеей, цеповищем, цепником. Рабочая часть — палка, ударяющая по злакам — имела названия боёк, кий, киец, било, билень, тяпок, типок, тяпец, тяпёнок, навязень, валек, цепинка, цепец, билень, бич, битчик, приузень, киок, батог, висяга, молотило, молотильник, типок, типинка. Рукоятка и рабочая часть связаны между собой приузом, привузой, привзой, приуздой, гужиком, который обычно изготавливался из сыромятной кожи или верёвки.
Из цепа возникла разновидность холодного оружия — боевой цеп, а в Японии и Китае — нунчаки.
В Древнем Египте цеп был одним из символов царской власти и назывался nekhakha.